# Калатафими (Трапани)
Калатафими је насеље у Италији у округу Трапани, региону Сицилија.
Према процени из 2011. у насељу је живело 4572 становника. Насеље се налази на надморској висини од 349 м.